# Aburia coleoptrata
Aburia coleoptrata är en insektsart som först beskrevs av Gerstaecker 1860.  Aburia coleoptrata ingår i släktet Aburia och familjen lyktstritar. Inga underarter finns listade i Catalogue of Life.